# 超劇場版ケロロ軍曹 撃侵ドラゴンウォリアーズであります!
『超劇場版ケロロ軍曹 撃侵ドラゴンウォリアーズであります!』（ちょーげきじょうばんケロロぐんそう げきしんドラゴンウォリアーズであります!）は、日本のアニメーション映画。2009年3月7日に公開された、劇場版『ケロロ軍曹』の第4弾作品。上映時間は約78分。同時上映は『ケロ0 出発だよ! 全員集合!!』。テレビ東京開局45周年記念作品。

## 概要
本作はこれまでの劇場版作品と異なり、ケロロ小隊がドラゴンに変身するのが特徴となる。なお、本作からタイトルに劇場版の作品ナンバーが無くなっている。

## あらすじ
日本・奥東京市、アメリカ・ニューヨーク、フランス・パリ、オーストラリア・シドニー、アフリカ・タンザニアに謎の巨大なアーチが出現して1か月後、ケロロ小隊の面々は各地に散りその調査を行っていた。桃華と共にパリを訪れていたタママは、ある夜謎の歌声に誘われ姿を消してしまう。ほどなくして、NYのギロロ、シドニーのクルル、タンザニアのドロロも竜の形をしたエネルギー体に襲われ消息を絶つ。
ケロロと冬樹、夏美の3人は桃華からタママがいなくなったとの連絡を受け、タママを探すべくパリに向かうが、途中でタママが変貌したと思われるドラゴンの襲撃を受け墜落。桃華と合流し、彼女の親友である少女・シオンと出会うことになる。

## 登場人物
- ケロロ軍曹：渡辺久美子
- 日向冬樹：川上とも子
- タママ二等兵：小桜エツ子
- ギロロ伍長：中田譲治
- クルル曹長：子安武人
- ドロロ兵長：草尾毅
- 日向夏美：斎藤千和
- 日向秋：平松晶子
- サブロー：石田彰
- 西澤桃華：池澤春菜
- アンゴル=モア：能登麻美子
- 東谷小雪：広橋涼
- 556：檜山修之
- ラビー：金田朋子
- 霜月やよい：谷井あすか
- 師走さつき：松浦チエ
- メロディーハニー：豊口めぐみ
- ナレーション：藤原啓治

## 劇場版のみの登場人物
フェリシタシオン・ドゥ・ドラクーン
声 - 水樹奈々
桃華の親友でドラクーン家の当主。タママには「シオっち」と呼ばれている。1年前に両親を亡くし、10歳という若さにして当主の座を継いだ。カールのかかった水色の髪をしており、常にベレー帽を被っている。語尾に「〜なのです」と付ける。家庭環境が厳しくて、家に篭もりがちであったことにより、普通の学校へ行けず桃華以外の友達はいなかった。気丈な性格で両親が死んでも涙ひとつ見せなかったが、内心では「家族」を渇望している。アンチバリアで見えないはずのケロロ小隊を普通に見ることができる。
世界中のあちこちに巨大なアーチ「竜のしっぽ」を出現させた張本人であり、その目的は地球に眠っていた巨大な竜「地球竜」を蘇らせるためである。そのプロセスに従ってケロロ以外の小隊メンバー全員をドラゴンに変えてしまった（後に自ら申し出たケロロも変身させた）。地球竜を蘇らせると地球が死の星になってしまうと聞かされ、ケロロたちに地球竜の卵がモン・サン・ミシェルに隠されていることを伝えた。後に暴走したドラゴンの角に触ると正気に戻せると知り、ドラゴン化したケロロに「私を地球竜の所まで連れてって」と頼み、暴走した地球竜を正気に戻そうと奮闘する。後にテレビアニメ版にも登場した。
作品内では一貫して「シオン」と呼ばれており、クレジットも概ね「シオン」で表記される。
ピエール
声 - 郷里大輔
シオン御付の執事。屈強な肉体を持つ。シオンのことをとても大切に思っている。元ストリートファイターで、ポールとはその頃からのライバル。
相撲が得意らしく執事服の下にまわしを付けており、さらに相撲をする際、髪の一部が髷に変化する。
地球竜（ちきゅうりゅう）
地球の中心部で眠っていた謎の竜。クルルによると数万年前、ドラゴン型の宇宙生物があちこちの惑星に卵を産みつけたらしく、地球竜もその内の1つらしい。ただし、ドラクーン家に地球竜に関するマニュアルが最低でも地球歴1897年製（マニュアルに書かれたモン・サン＝ミシェル寺院が現在の形に完成した年）であることから、このドラゴン型宇宙生物を利用した何らかの侵略・破壊的な何かに利用するために宇宙人がドラゴンの習性を理解・応用したことが事実上明らかになっている。
卵は惑星のエネルギーを自分だけの養分にして、新しいドラゴン型の生物になって飛び立つらしく、劇中登場した個体は卵から顔や羽が生えている。
シオンが地球竜の角から落ちた時にケロロ小隊が助けに行くことに対して妨害したため、桃華から「この分からず屋！」と言われる。
テララ
声 - 大谷育江
劇中の最後で登場するケロン人（幼年期）似の生物。シオンのベレー帽は、後にテララのものとなっている。性格は明るく無邪気で、シオンが大好き。
クルルいわく、地球竜が地球に全エネルギーを返還した時に発生した余剰物質であるという。シオンによると地球竜の思いやりの心が詰まっているらしい。テララという名前はシオンがずっと前から考えていた名前だという。
密漁者
声 - はらさわ晃綺、増岡太郎
感じの悪い2人組でアフリカの砂漠でゾウの密猟を行っていた。2頭のゾウを銃で撃ち殺そうとした所をドラゴン化したドロロに止められ、乗っていた車を剣で真っ二つにされる。
TVレポーター
声 - 加藤夏希
ドラゴンとなったケロロ小隊が世界中に現れた時に、そのことをレポートしていた人物。
観光客
声 - 河村唯（当時アイドリング!!!12号）、朝日奈央（ラブベリー / 当時アイドリング!!!15号）
モン・サン・ミシェルに観光に来ていた普通の地球人。

## アイテム・用語
竜の書
地球竜に関する情報とその儀式を行うためのプロセスが記載された書物。ドラクーン家に代々伝わっているものであり、現在はシオンが所持する。その著者は不明とされている。
原作ではブラックスターがデータのみを複製したという形でコピー物が登場している。
ドラゴンウォリアー
上記の「竜の書」の力によってドラゴンの姿になったケロン人たちの通称。ドラゴンウォリアーの名はあくまでも劇中で"竜の書"に記載されたことから作中のキャラクターが呼ぶ通称であり、その名の通り「竜の戦士」を意味する。劇中ではケロロ小隊がシオンの力によって変身するが、ケロロ以外は記憶や理性をなくして凶暴化する。
ケロロドラゴン
ケロロが変身した緑色のドラゴン。ドラゴン化した他のメンバーの暴走を止めるため、自分の意志で変身したが、他のメンバー同様暴走してしまうことになる。
タママドラゴン
タママが変身した濃紺の体色のドラゴン。他のメンバーとは異なり東洋の龍の姿をしている。
ギロロドラゴン
ギロロが変身した赤色のドラゴン。武装化した姿が特徴。
クルルドラゴン
クルルが変身した黄色のドラゴン。体の一部が機械化している。
ドロロドラゴン
ドロロが変身した青色のドラゴン。忍者を思わせる姿をしている。

## 主題歌・挿入歌
- みんなあなたを愛してる（主題歌）
  - 歌：Kiroro / 作詞・作曲：金城綾乃 / 編曲：石塚知生 / レーベル：ビクターエンタテインメント
- ケロロ・ジャポ〜ン!（オープニングテーマ）
  - 歌：内藤大助&加藤夏希 / 作詞：西直紀 / 作曲、編曲：鈴木さえ子、掛川陽介、本澤尚之 / レーベル：flying DOG・JVCエンタテインメント
- 星のささやく物語 （挿入歌）
  - 歌：シオン（水樹奈々） / 作詞：山口宏 / 作曲、編曲：鈴木さえ子、掛川陽介、本澤尚之 / レーベル：flying DOG・JVCエンタテインメント

## ケロ0 出発だよ! 全員集合!!
『ケロ0 出発だよ! 全員集合!!』（ケロゼロ しゅっぱつだよ!せんいんしゅうごう!!）は、2009年3月7日に公開された短編アニメーション映画。映画『超劇場版ケロロ軍曹 撃侵ドラゴンウォリアーズであります!』の同時上映作品。上映時間は約17分。
ストーリーは原作者の吉崎観音が考案した、ケロロ小隊が地球へ来る前の出来事を描いたエピソード・ゼロにあたる作品となっている。なお、一部設定には原作のものも存在しており、劇中にて原作・アニメの設定が混在して描かれている。
映画公開記念に「我輩、出発出撃…の巻」のタイトルでコミカライズ版が原作コミックス18巻に特別収録された。話数としては"第零話"とされている。

### 声の出演
- ケロロ軍曹 - 渡辺久美子
- ギロロ伍長 - 中田譲治
- タママ二等兵 - 小桜エツ子
- クルル曹長 - 子安武人
- ゼロロ兵長 - 草尾毅
- ガルル中尉 - 大塚明夫
- ケロロ母 - 千々松幸子
- 実況 - 徳山靖彦
- 通信 - 勝沼紀義
- 兵士 - 坂熊孝彦

### 主題歌
『Space Roller Coaster GO GO!』
歌：JAM Project with NICE GIRL μ / 作詞・作曲：影山ヒロノブ、編曲：R・O・N / レーベル：ランティス

## プロモーション

### 関連商品

#### ゲーム
- 超劇場版ケロロ軍曹 撃侵ドラゴンウォリアーズであります!（ニンテンドーDS）

映画公開に先駆けて同年2月19日に発売。ゲームオリジナルキャラクター・ドララ特務兵が登場する完全オリジナルストーリーとなっている。

#### ノベライズ
- 伊豆平成『小説侵略！ケロロ軍曹 撃侵ドラゴンウォリアーズであります！』KADOKAWA。ISBN 9784046310156。

同年3月3日発売。ゲームと同様映画公開に先駆けての発売となった。

#### DVD
2009年7月24日に通常版・豪華版の2バージョンが発売。なお同時上映の『ケロ0 出発だよ! 全員集合!!』はレンタル版には収録されていない。

### テレビ放送
2010年3月22日にBSジャパンで初めてテレビ公開された。2010年3月26日にはテレビ東京で地上波初放映された。なお、エンディングの省略はなされていない。

## 備考
- 原作第174話にて、本作とは別の原因でケロロドラゴンが登場している。また、同話ラストにはおまけとして、本作における事件を起こす前のシオンとピエールが登場している。なお、本作でのピエールのシオンに対する呼び方は「フェリシタシオン様」ではなく「シオン様」となっている。
- アニメ282話Aパートには、西澤家美術館に桃華、シオン、テララの写真が飾られている。そのため、同話は本作の後のエピソードであるということが明示されている。
- 放映時期にアニメでは川上とも子の病気療養に伴い日向冬樹役を桑島法子が担当していたが、この作品では闘病中に収録を行った川上が冬樹を担当している。その後、川上は2011年6月9日に卵巣がんで死去し、上記の通り本作は川上が冬樹の声を当てた最後の作品となった。
- アニメ356話Aパートのサブタイトルは「ケロロ小隊 真ドラゴンウォリアーズ であります」であり、本作の続編と呼べるエピソードでシオンとテララおよびドラゴン化したケロロ小隊が再登場[3]している。また、ガルルの口から劇場版でケロロ小隊がドラゴンになった理由および劇中では詳しく語られなかった竜の書についても補完されている。